# Daiki
Daiki ist ein männlicher japanischer Vorname.

## Bekannte Namensträger
- Daiki Iwamasa (* 1982), japanischer Fußballspieler
- Daiki Itō (* 1985), japanischer Skispringer
- Daiki Kameda (* 1989), japanischer Boxer
- Daiki Niwa (* 1986), japanischer Fußballspieler
- Daiki Takamatsu (* 1981), japanischer Fußballspieler